# Piolet
Un piolet és una eina de senderisme i escalada polivalent utilitzada pels muntanyencs tant en l'ascens com en el descens de rutes que impliquen neu, gel o condicions de gel. El seu ús depèn del terreny: en la seva funció més senzilla s'utilitza com un bastó, amb l'alpinista agafant el cap al centre de la mà en pujada. s'utilitza en determinats esports de muntanya: l'escalada en gel, l'alpinisme, l'esquí de muntanya.
En terrenys escarpats, es mou amb el mànec i s'incrusta a la neu o el gel per seguretat i ajuda a la tracció. També es pot enterrar, la corda lligada al voltant de l'eix per formar una àncora segura on pujar un segon escalador, o enterrada verticalment per formar un assegurança. L'adze s'utilitza per tallar els punts de suport, així com per treure neu compactada per enterrar la destral com a àncora d'assegurament.
El piolet d'avui té les seves arrels a l'alpenstock (un bastó llarg amb punta de ferro utilitzat per excursionistes i alpinistes) que el va precedir. El piolet no només s'utilitza com a ajuda per a l'escalada, sinó també com a mitjà d'autodetenció en cas de relliscada costa avall.

## Mida
Les longituds d'espiga a cap del piolet solien ser d'entre 60 i 90 cm. És massa curt per utilitzar-lo com a bastó en terreny pla (com era el seu avantpassat, l'alpenstock del segle XIX de 150 centímetres de llargada), però és ergonòmic a l'hora de pujar per pendents pronunciats. Per a terrenys més plans, on les conseqüències d'un lliscament no són grans, els bastons de caminar són més adequats.
L'antic mètode per aproximar la longitud correcta d'un piolet era que l'escalador subjectés el destral (la punta mirant a terra) al seu costat mentre estava relaxat. La punta del piolet amb prou feines hauria de tocar el terra quan l'escalador estigui completament dret subjectant el destral d'aquesta manera. Això encara pot ser adequat quan el piolet s'ha d'utilitzar en un terreny relativament pla, molt probablement en viatges per glaceres.
Els alpinistes moderns sovint porten piolets més curts de 45 a 60 cm, per a ús general, amb qualsevol cosa que superi els 60 cm normalment es considera massa gran i difícil de manejar per tallar graons o pujar neu abrupta. Un bastó per caminar (que proporciona un tercer punt de contacte), encara que s'estabilitzi i fa menys probable un relliscada, és poc probable que aturi una caiguda.

## Us
És una peça de metall, amb la forma general d'un pic, i té noms de quatre parts: el mànec, que és el cos o pal, la punta, que és l'extrem inferior i és de forma aguda, el pic, que és la part més esmolada i utilitzada i la pala, que es fa servir per tallar esglaons o replans per als peus. Naturalment, amb el perfeccionament dels grampons aquesta darrera utilitat queda restringida als pendents més drets de gel viu.
El mànec és d'alumini o metall lleuger i el pic i la pala d'acer, com també la punta força vegades. És normal portar-lo lligat o assegurat amb una baga al canell de la mà que el porta.
Forma part de l'equip en aquestes modalitats esportives, ja que es desenvolupen en presència de neu o glaç, encara que s'utilitza de forma diferent en cada cas.
En l'escalada en gel s'utilitza sota la forma de "piolet tracció", és a dir, l'escalador progressa utilitzant els peus –equipats amb grampons- i les mans, freqüentment amb un piolet a cadascuna. Es tracta de piolets molt curts, amb el pic en angle molt tancat i de vegades regulable. Són eines de gran precisió.
En alpinisme s'utilitza també per a progressar, però només de forma ocasional. Si el pendent és prou dret i es puja també dret, es clava de pic o de punta (depenent de la consistència de la neu) per evitar que la seguretat depengui únicament d'un peu, en aixecar l'altre per fer un nou pas. Més sovint es fa servir per facilitar l'equilibri en determinades situacions.
Si és un piolet llarg, de marxa, s'utilitza com si fos un bastó, agafant-lo per la creu i amb la pala sota el palmell. En aquest cas s'agafa amb la mà que queda pendent amunt, per sobre el cos del marxador, i la seva missió és equilibrar el pas, en cas d'ocasionals relliscades dels peus.
Quan forma part de l'equip de l'esquiador és per assegurar els moviments en situacions delicades igual que en l'alpinisme.
És també un estri que permet l'assegurament a un altre, fent-se servir llavors com un gros clau o una estaca. També es pot utilitzar en descensos i existeixen tècniques –però de resultat improbable– que permeten recuperar un piolet després d'utilitzar-lo per un ràpel o passar una rimaia.